# Ferruccio Parri
Ferruccio Parri (19 de janeiro de 1890 — 8 de dezembro de 1981) foi um político italiano. Ocupou o cargo de primeiro-ministro da Itália entre 21 de junho até 8 de dezembro de 1945.

## Biografia
Parri nasceu em Pinerolo, Piemonte. Durante a Primeira Guerra Mundial foi ferido quatro vezes e recebeu quatro condecorações. Depois da guerra estudou literatura e trabalhou como jornalista no Corriere della Sera.

### Militante antifascista
Tornou-se ativo contra o regime fascista de Benito Mussolini unindo-se ao grupo Giustizia e Libertà, o principal movimento antifascista não-marxista italiano, do qual fazia parte Carlo Rosselli.
Em 1926 esteve envolvido na fuga do líder socialista reformista Filippo Turati, juntamente com Carlo Rosselli e Sandro Pertini, sendo condenado a 10 meses de prisão. Parri foi preso várias vezes pelos fascistas e banido para as ilhas Ústica e Lipari. Em 1930 ele foi novamente banido por cinco anos, juntamente com outros líderes do movimento Giustizia e Libertà.
Durante a Segunda Guerra Mundial, Parri se juntou ao movimento de resistência italiana para lutar contra os alemães nazistas e a República Social Italiana de Mussolini, liderando o Partito d'Azione - fundado em 1942 por ex-militantes do Giustizia e Libertà - e seus grupo de partisan no norte da Itália ao lado de representantes de outras fações, como Sandro Pertini, Rodolfo Morandi e Lelio Basso. Ele também foi presidente do Comitato di Liberazione Nazionale.